# Łąkociny (Jędrzychówek)
Łąkociny – przysiółek wsi Jędrzychówek w Polsce, położony w województwie dolnośląskim, w powiecie polkowickim, w gminie Przemków.
W latach 1975–1998 przysiółek administracyjnie należał do województwa legnickiego.